# 坦博德莫拉區
13°27′31″S 76°10′58″W / 13.4585°S 76.1827°W
坦博德莫拉區（西班牙語：Distrito de Tambo de Mora）是秘魯的一個區，位於該國中南部伊卡大區的欽查省，始建於1875年2月5日，面積22平方公里，海拔高度15米，2005年人口4,682，人口密度每平方公里210人。